# Коньо, Селестен Альфред
Селестен Альфред Коньо, или просто Альфред Коньо (фр. Célestin Alfred Cogniaux или Alfred Cogniaux; 7 апреля 1841, Robechies, Эно — 15 апреля 1916, Женап, Валлония) — бельгийский ботаник.

## Биография
Альфред Коньо родился 7 апреля 1841 года. Внёс значительный вклад в ботанику, описав множество видов растений. Альфред Коньо умер 15 апреля 1916 года.

## Научная деятельность
Альфред Коньо специализировался на Мохообразных и на семенных растениях.

## Публикации
- De Saldanha da Gama, J., Cogniaux, A. Bouquet de Mélastomacées brésiliennes dédiées a Sa Majesté Dom Pedro II empereur du Brésil. A. Remacle, 1887 Verviers. Botanicus.
- Cogniaux, A., Melastomaceae. G. Masson, Париж 1891.
- Cogniaux, Alfredus, Orchidaceae. Vol. III, part IV, V and VI of Flora Brasiliensis. Lipsiae (= Leipzig), Frid. Fleischer, 1893—1906.
- Linden, L., Cogniaux, A. & Grignan, G., Les orchidées exotiques et leur culture en Europe. (1019 pages Bruxelles; Париж. chez l'auteur. Octave Doin, 1894.
- Cogniaux, A., Goossens, A.: Dictionnaire Iconographique des Orchidees; 2 vol. (826 pl., 315 p.), 1896—1907. Perthes en Gâtinais (France), Institut des Jardins. 1990, ISBN 2-908041-01-4.
- Cogniaux, A., Harms, H. Cucurbitaceae-Cucurbiteae-Cucumerinae (2 vols.) W. Engelmann, Leipzig, 1924.